# Hythe

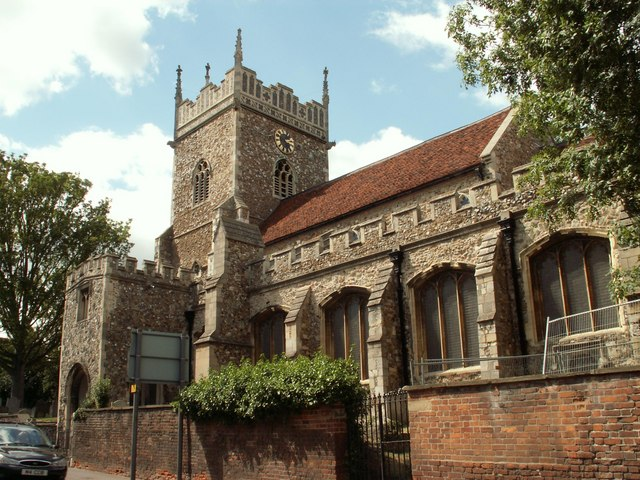
L'Església de Sant Leonard a Hythe.

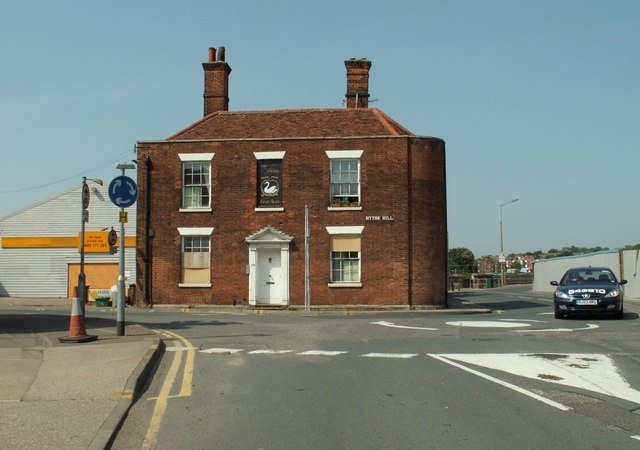
Casa pública The Swan.

Hythe és un històric poblet de Colchester, a Essex, Anglaterra, a la riba del riu Colne. És la seu de la fàbrica Paxmans, que fabrica peces d'automòbil. També té una església consagrada a Sant Leonard.
L'estació de tren de Hythe es troba a la línia fèrria Sunshine Coast, que opera serveix cap a Clacton-on-sea, Walton-on-the-Naze, Colchester i Londres.